# Salins de Frontignan
Les Salins de Frontignan sont situés en France, dans le département de l'Hérault, en grande majorité sur la commune de Frontignan et dans une moindre mesure sur celle de Vic-la-Gardiole. Le site, qui se trouve sur d'anciens marais salants aujourd'hui inutilisés, a été acquis par le Conservatoire du littoral et est géré par la Communauté d'agglomération du Bassin de Thau. 

## Géographie

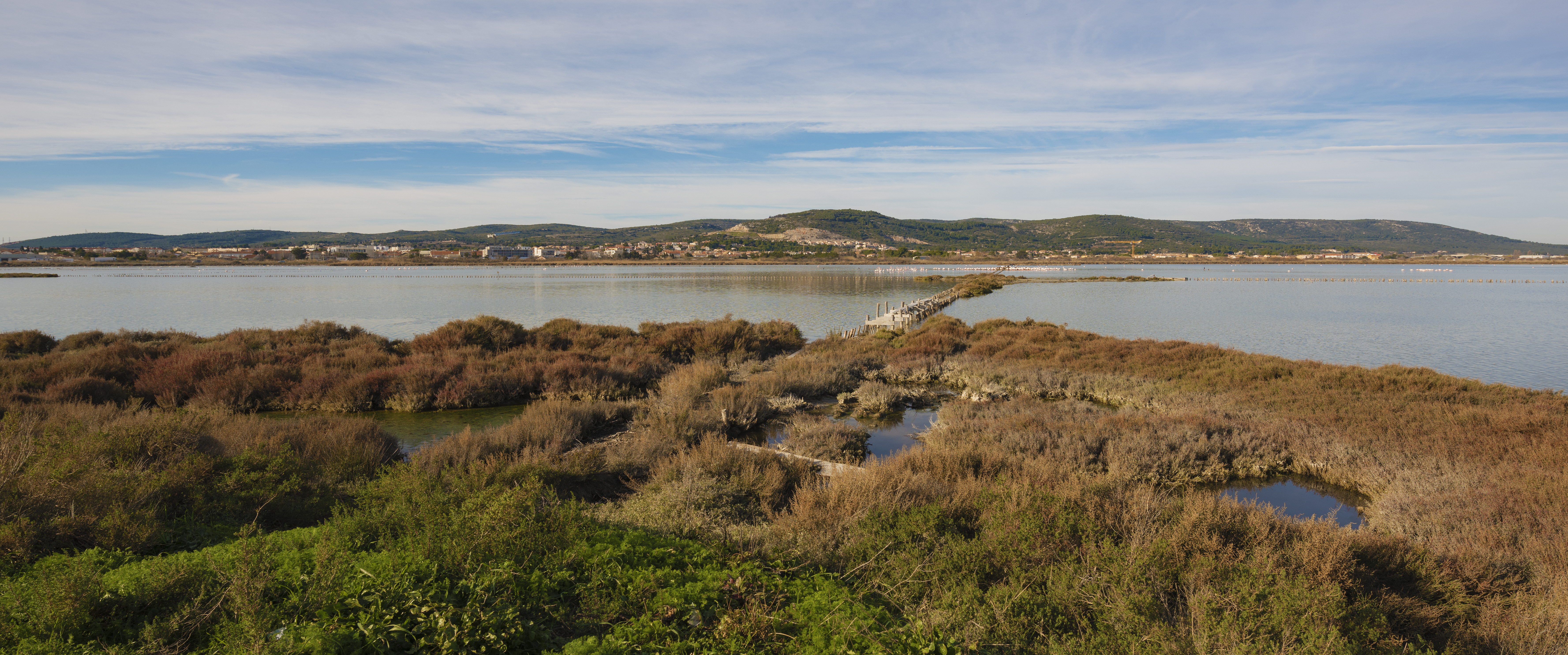
Vue sur les salins et le massif de la Gardiole au nord
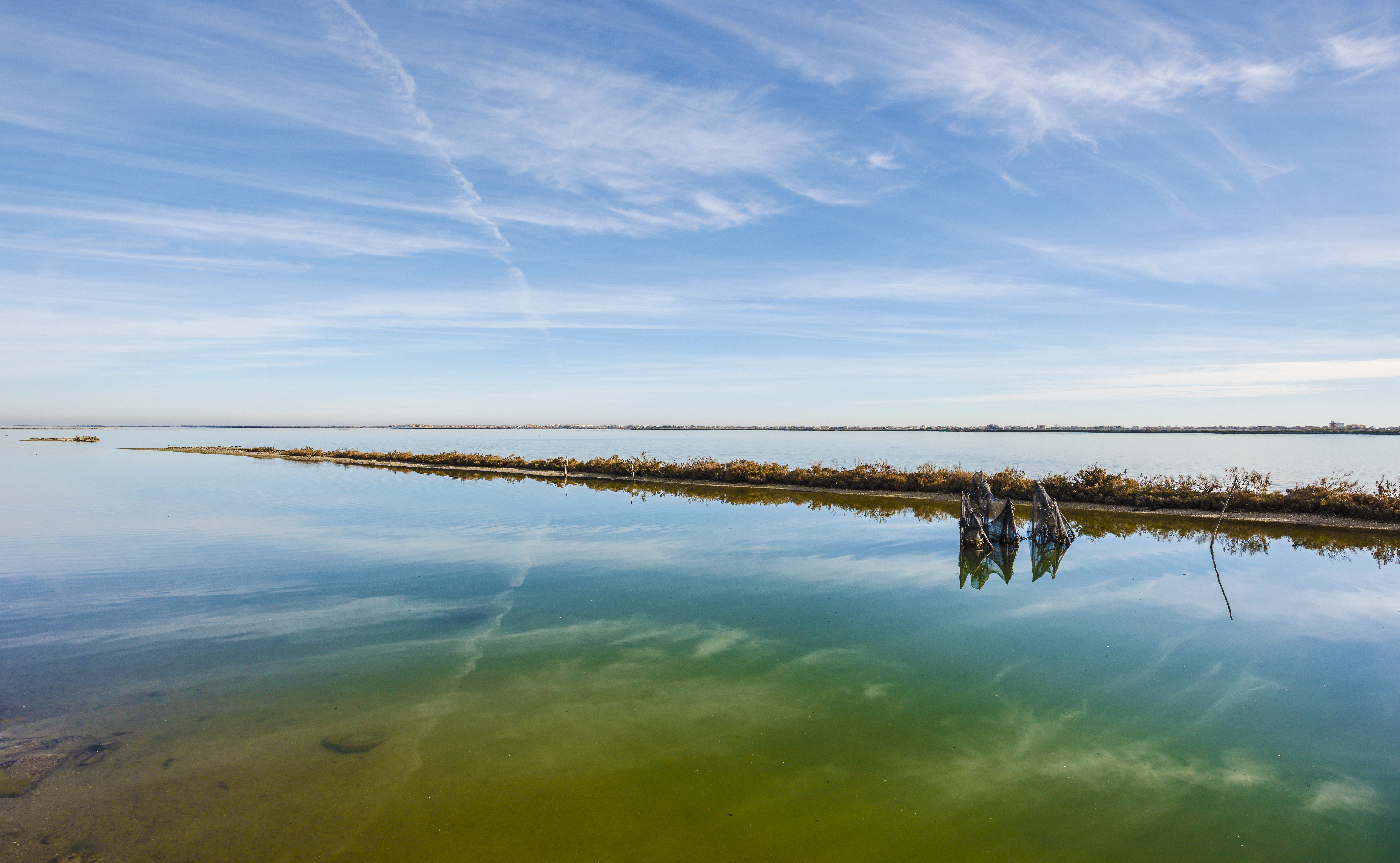
Vue sur l'étang d'Ingril au sud
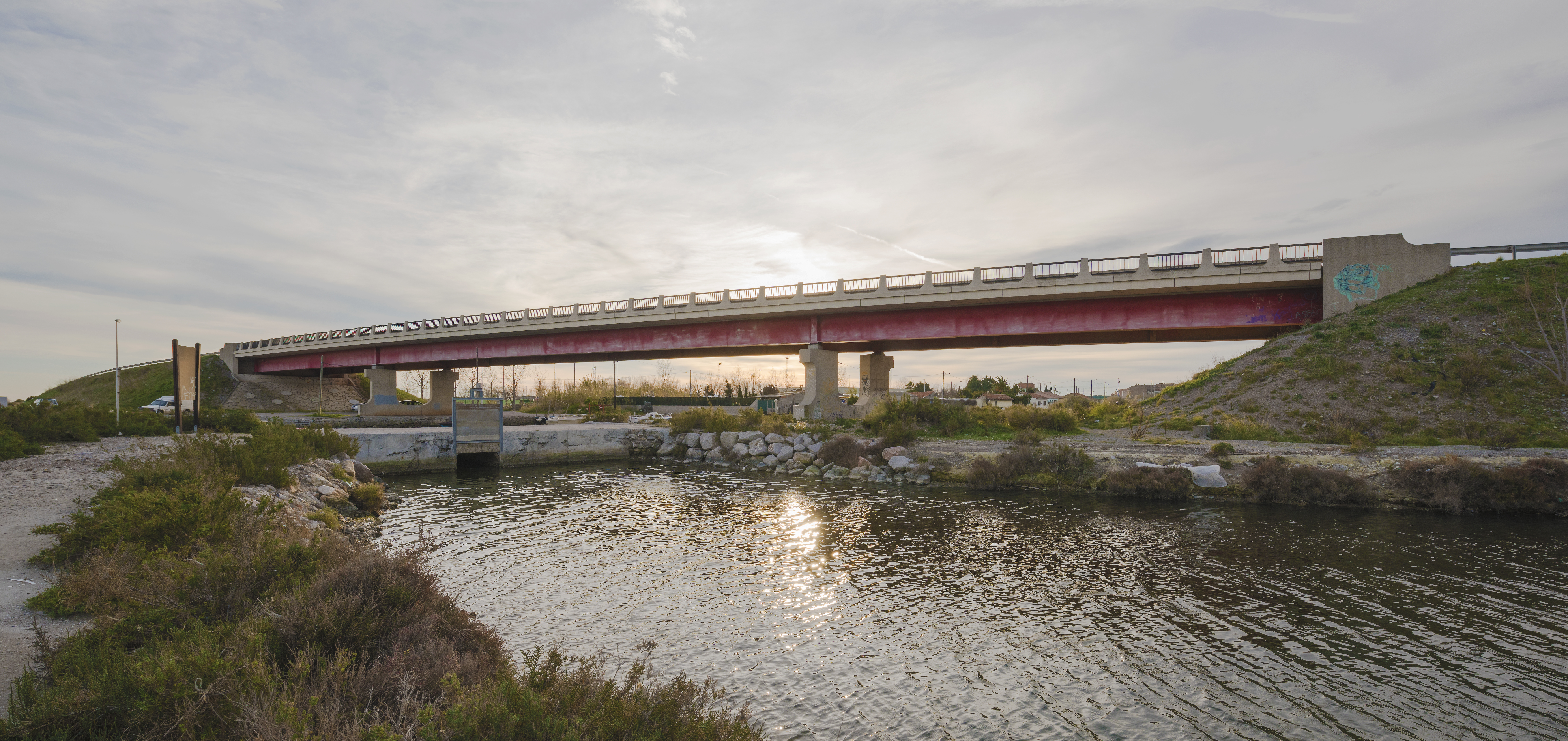
Le pont de la D 612 en bordure du site

Le site est accessible par la D 612, à environ 5 km au nord-est de Sète et à environ 20 km au sud-ouest de Montpellier.
Sur le littoral du golfe du Lion, en contrebas du massif de la Gardiole, le site est adossé à la D 612 et est bordé par l'étang d'Ingril au sud, séparé de la mer Méditerranée par le lido de Frontignan-Plage, ce qui lui confère un aspect remarquable avec la montagne au nord et les étendues d'eau de l'étang au sud,,,,.
Les types de milieux que l'on rencontre sur le site sont pour les zones humides : des sansouires, aussi appelées schorres, des roselières, les anciennes tables salantes, des bassins de faible profondeur, appelées aussi carreaux dans lesquels était récolté le sel et les anciens canaux datant d'avant l'arrêt de l'exploitation du sel,.

## Histoire
La première trace écrite, en 1338, attribue à Peytavin de Montesquiou, évêque de Maguelone, certains salins, notamment ceux de Frontignan. Sur cet acte est précisé que ces salins ont toujours existé.
Le 11 juillet 1795 est créée la société commerciale des salins de Fontignan. Et durant le XIXe siècle les salins qui étaient, avant la création de cette société, constitués de plusieurs petites salines appartenant à plusieurs petits propriétaires, vont se développer et atteindre la structure et la taille actuelle. Durant le XIXe siècle vont d'ailleurs être engagés trois cents ouvriers pour le levage.
Les salins ferment en 1968. Le site est acheté par le Conservatoire du littoral en 1989. En 1998, la gestion est transmise à la ville de Frontignan qui la transmet à son tour à la Communauté d'agglomération du Bassin de Thau.

## Patrimoine bâti

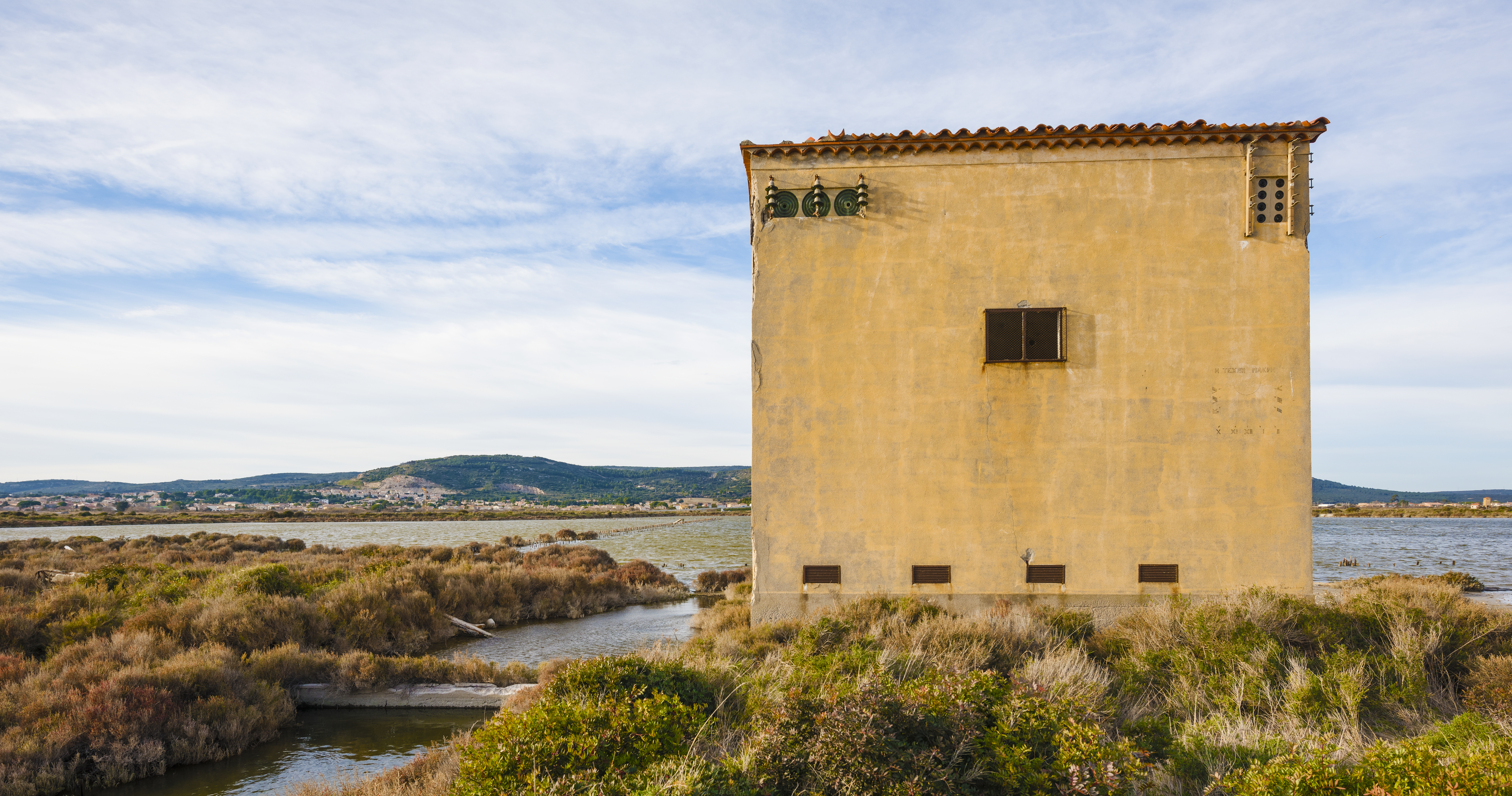
Des bâtiments désaffectés
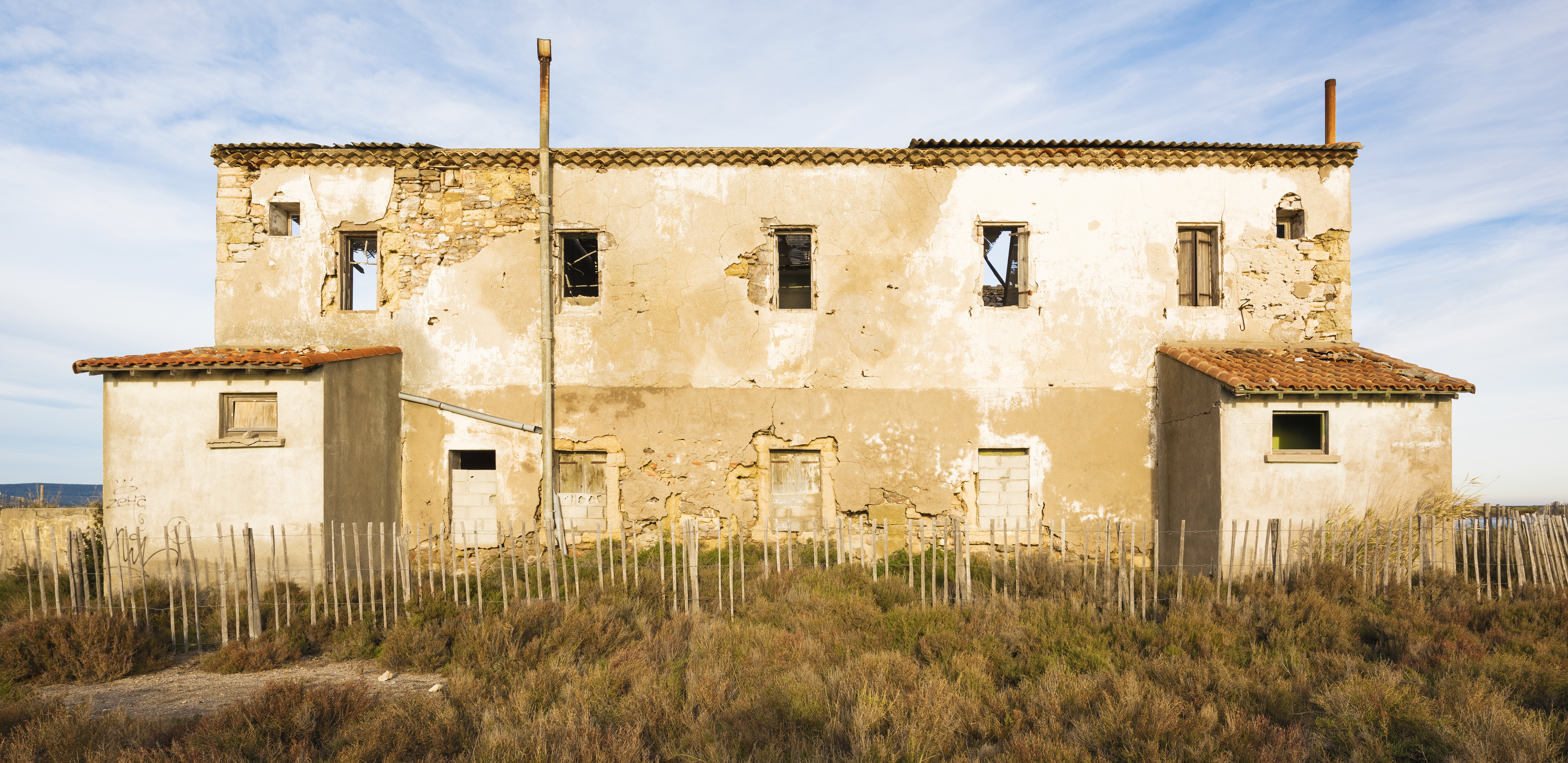
Des bâtiments désaffectés
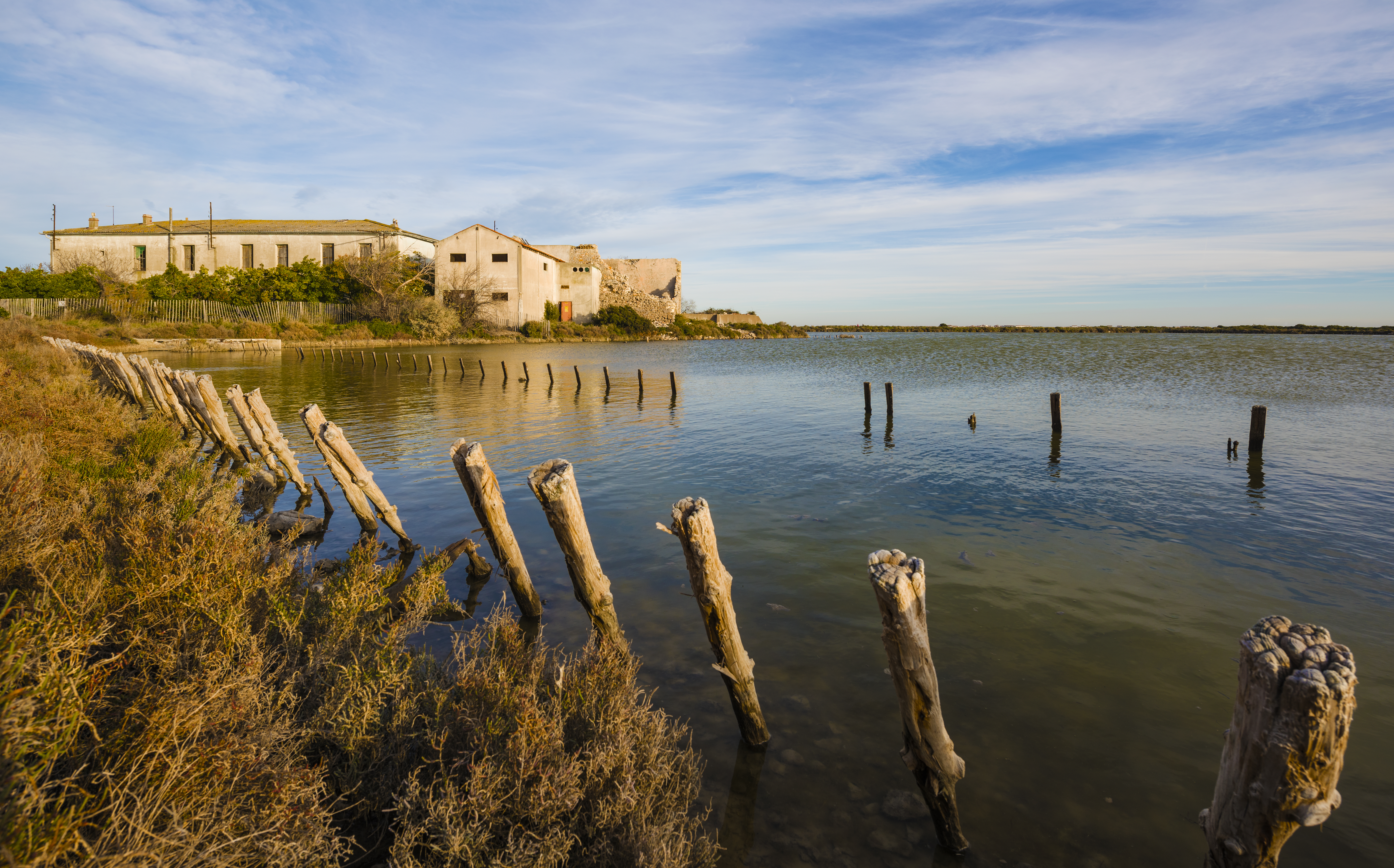
Des alignements de pieux (cairels) qui s'érodent

Malgré le fait que la végétation reprenne de plus en plus ses droits sur le lieu, il demeure sur place des vestiges du passé et de l'exploitation salinière d'antan. Ainsi, bien qu'aujourd'hui abandonnés et en ruines, on trouve encore les bâtiments qui servaient à l'époque de l'exploitation du sel (logements des saliniers, écuries pour les chevaux, lieux de stockage pour le sel, ateliers, poste de douane).
Les structures et ouvrages sur les bassins : rigoles, canaux, cairels (alignements de pieux, de terre et de pierres permettant de séparer les bassins), sont eux aussi toujours présents et visibles mais subissent néanmoins les effets du temps. Les ouvrages qui étaient destinés à la circulation de l'eau, rigoles et canaux, finissent pas se boucher. Les pieux en bois qui servaient à créer les séparations entre les caraux (pièces) s'érodent. Bref la végétation et les intempéries rendent petit à petit le lieu à l'état sauvage.

## Flore

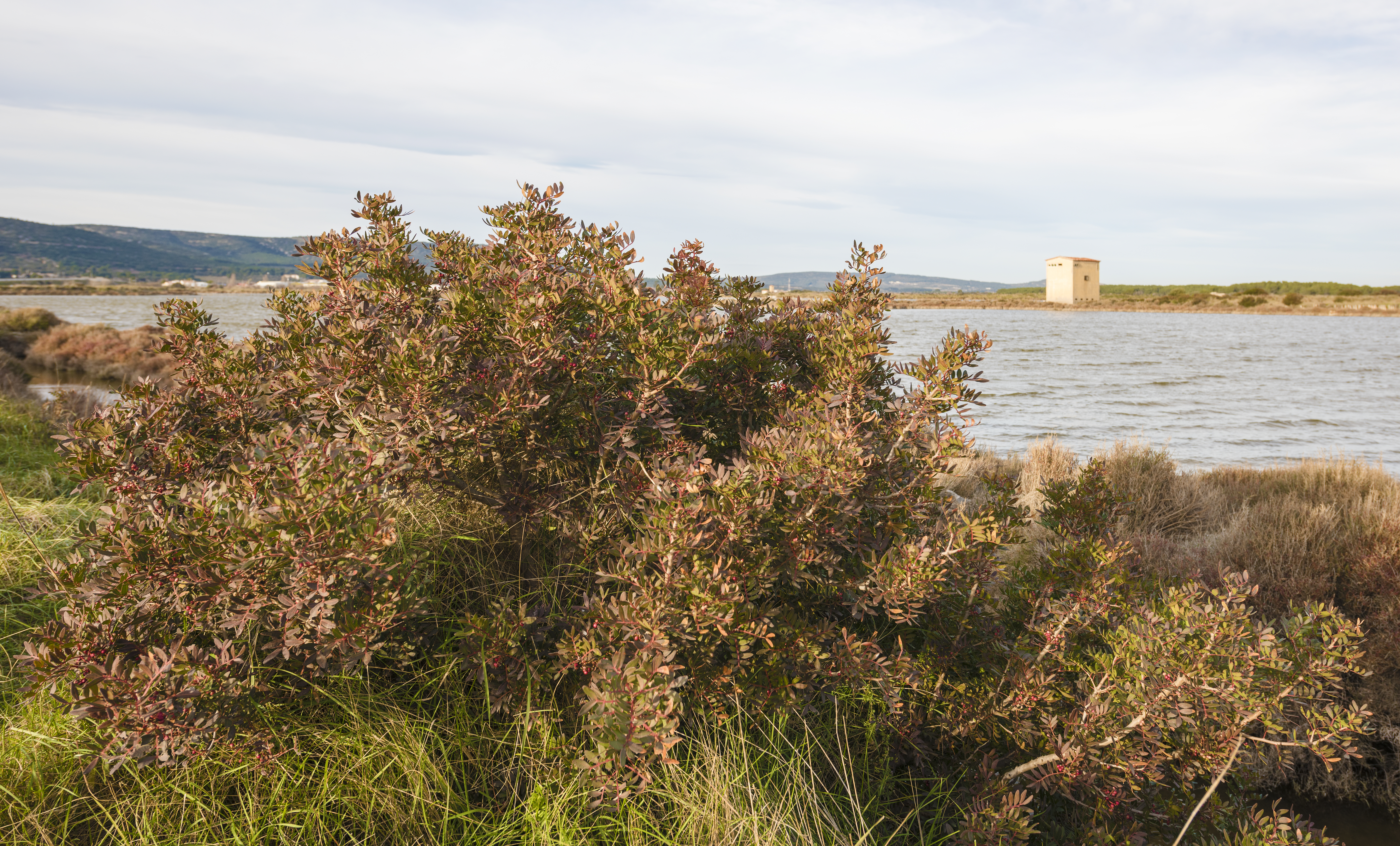
Pistacia terebinthus, un pistachier térébinthe en bordure d'un salin
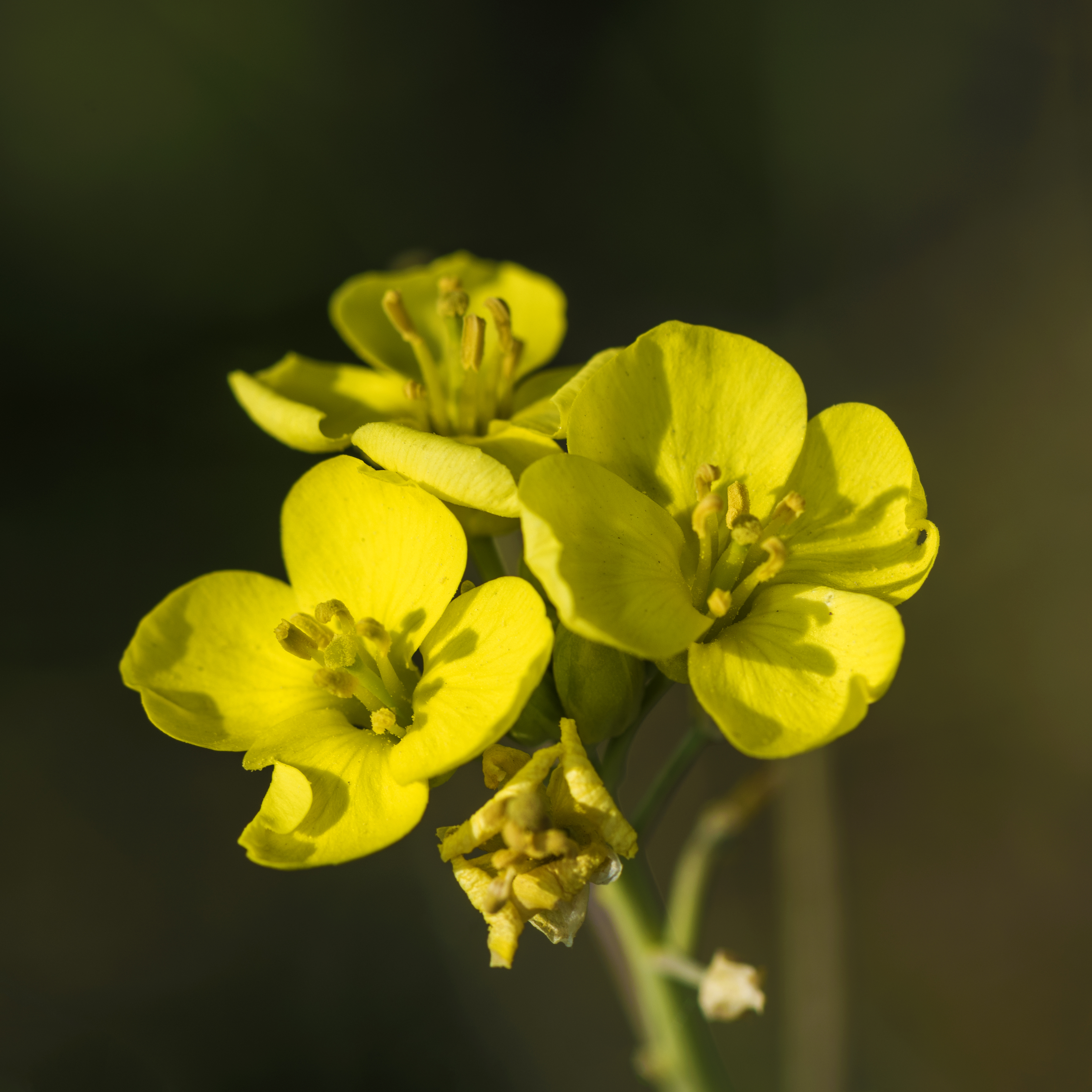
Erysimum rhaeticum, à quelques mètres du rivage
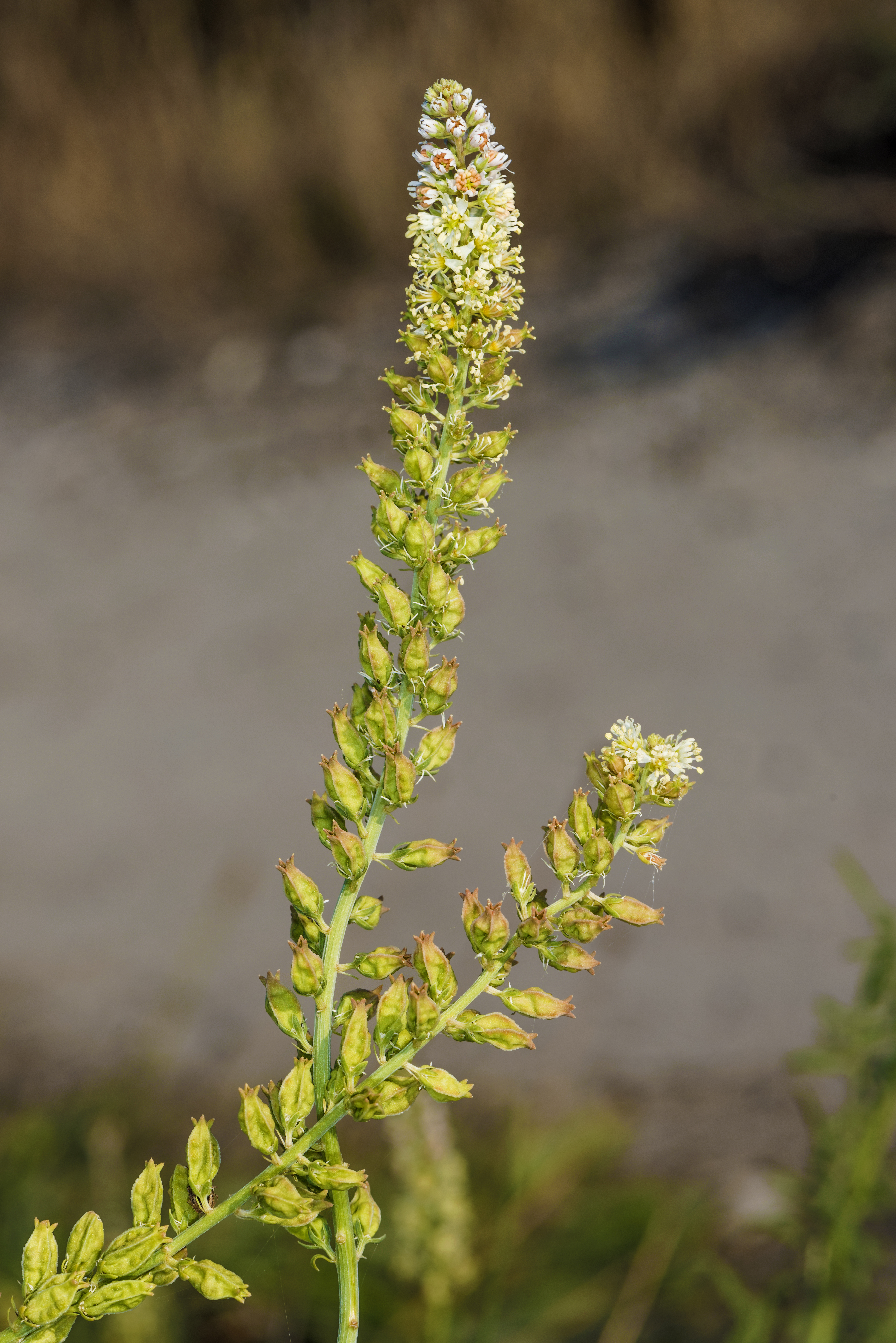
Reseda alba (Réséda blanc)

Le site comporte plus de 340 espèces végétales qui, pour la plupart, ont la capacité de s'adapter aux conditions très particulières du site : des périodes d'assèchement qui alternent avec des périodes de mises en eau et de submersions. 
Une autre caractéristique considérable du lieu est la salinité importante qui influe sur la répartition des taxons.
Parmi les espèces on trouve sur place la Kickxia commutata (Linaire grecque) de la famille des Scrophulariaceae, protégée au niveau national. La Limonium girardianum (Statice de Girard) Fourr., 1869) de la famille des Plumbaginaceae, elle aussi protégée au niveau national et classée "Préoccupation mineure (LC)" par la liste rouge de l'UICN. Ou encore l'Iris spuria maritima (Iris maritime), rare en Languedoc-Roussillon et dans ce type de milieu car il plutôt habitué à des sols soumis à des salinités moindres,.
Parmi les herbiers aquatiques que l'on trouve dans les zones submergées on trouve l'Althenia filiformis ((Althénie filiforme) Petit, 1829) de la famille des Potamogetonaceae, protégée au niveau national et régional, et classée vulnérable par la liste rouge de l'UICN,.
En tout, ce ne sont pas moins de 14 espèces qui ont été inventoriées comme espèces d'intérêt patrimonial.